# Xiphocentron surinamense
Xiphocentron surinamense är en nattsländeart som beskrevs av Oliver S. Flint Jr. 1974. Xiphocentron surinamense ingår i släktet Xiphocentron och familjen Xiphocentronidae. Inga underarter finns listade i Catalogue of Life.